# Otávio Monteiro
Otávio Edmilson da Silva Monteiro (João Pessoa, 9 de fevereiro de 1995), mais conhecido como Otávio, é um futebolista brasileiro naturalizado português que atua como meio-campista. Atualmente defende o Al-Nassr.
Otávio começou sua carreira profissional no Internacional, no seu país de nascença. Em 2014, após tornar-se um dos grandes destaques jovens do clube gaúcho, o jogador mudou-se para Europa para assinar com o Porto por 7 milhões de euros. Após não se firmar no primeiro momento, e passar por um empréstimo de uma época e meia pelo Vitória de Guimarães, o jogador voltou para fazer história nos Dragões.
Em seis épocas sob contrato com o Porto, Otávio conquistou nove títulos coletivos, sendo três vezes o Campeonato Português. Em 2020, após destacar-se com a camisola dos Azuis e Brancos, a Seleção Portuguesa de Futebol, ao ver que o Brasil não tinha muito interesse em convocar o atleta, ofereceu-lhe a possibilidade de defender as cores da nação portuguesa; ele prontamente aceitou o chamado e naturalizou-se português no mesmo ano. Futuramente, na sua melhor temporada, o jogador foi condecorado com o prêmio de Melhor Jogador da Primeira Liga de 2022–23.
Após ser o Melhor Jogador, Otávio virou alvo de outros clubes fora de Portugal. Assim, em agosto de 2023, o luso-brasileiro tornou-se a maior venda da história do Porto após ser comprado pelo Al-Nassr Football Club por 60 milhões de euros. Em lágrimas, o atleta despediu-se dos adeptos no mesmo mês e recebera uma camisola com o número de partidas que realizou no clube até então: 283.

## Carreira

### Internacional
Nascido em João Pessoa, na Paraíba, Otávio começou a jogar futebol aos sete anos de idade. Com 10, ingressou na Base do Santa Cruz, de Pernambuco, mas aos 14 ingressou no Internacional e concluiu sua formação nesse mesmo clube.
Quando chegou, o jogador foi inicialmente posicionado para cumprir a posição de lateral. Contudo, Clemer, treinador da equipe de Base do Colorado, deslocou o jovem para cumprir a função de meio-campista.
Na reta final de 2011, antes de estrear profissionalmente, o jogador sofreu uma lesão e precisou se ausentar dos treinos com a equipa secundária do time gaúcho. Ao voltar, no ano seguinte, o atleta de 17 anos estava "acima do peso" e o técnico Dunga tratou de criticar o baixo comprometimento de Otávio com seu corpo:
| “                                            | O Dunga é um cara que eu tenho uma enorme gratidão. Ele me ajudou muito, porque eu tinha problema com peso. Eu estava lesionado e depois emendei as férias, estava há quase quatro meses sem jogar. Estava triste, acabei descontrolando, voltei acima do peso. Pediram para os garotos do Inter B, como eu e o Lucas Lima, voltarmos mais cedo das férias para jogar o Gauchão. O Dunga já tinha me visto jogar antes pelo profissional, e um dia me chamou para conversar, logo quando voltei. Fechou a cara e me deu uma [...] bronca! Ele disse que precisava me cuidar, que precisava cuidar do meu corpo, porque era meu instrumento de trabalho. E graças a essa conversa eu me motivei e sigo até hoje me cuidando demais, nunca mais deixei passar. O Dunga é um cara fantástico, e o agradeço até hoje. Quando você ouve algo assim de um capitão vencedor de Copa do Mundo, tem um peso ainda maior. Foi muito bacana, porque ele confiava e mim e demonstrava isso. | ” |
| — Otávio sobre Dunga, seu treinador em 2012. | |   |

O jogador estreou profissionalmente no dia 15 de julho de 2012, num empate por 0–0 contra o Santos no Beira-Rio, em jogo válido pelo Campeonato Brasileiro. Na partida, o treinador Dorival Júnior havia conversado com Otávio assim que ele havia subido ao profissional e mandou fazer um treinamento de recuperação após uma passagem pelas Categorias de Base. Cumprindo as ordens do comandante, e contemplando o corte de três outros jogadores do Inter, coube ao técnico relacionar o paraibano para partida contra o time de Neymar e Paulo Henrique Ganso.

#### 2013
No ano seguinte, mesmo participando timidamente do Campeonato Gaúcho de Futebol de 2013, onde só participou da primeira parte do Estadual, o jogador viu do banco de reservas o Colorado vencer o Juventude e Otávio garantiu seu primeiro título no futebol profissional.
Otávio marcou seu primeiro gol como profissional no dia 8 de junho de 2013, num empate em 2–2 contra o Cruzeiro na 3ª rodada do Brasileirão.
Nesse mesmo ano, Otávio conseguira o seu maior destaque em solo brasileiro. Além do gol diante o Cruzeiro – que também conseguiu fazer outro tento contra a Raposa no segundo turno – , o paraibano conseguiu balançar as redes do Atlético-PR, Criciúma, Náutico e Goiás.
O Internacional, contudo, fizera uma campanha intermediária nessa época. A equipa garantiu apenas a 13ª colocação na Tabela do Campeonato Brasileiro. Ao mesmo tempo, o Colorado também estava disputando a Copa do Brasil e Otávio conseguiu balançar as redes do Atlético Paranaense novamente no jogo de ida das quartas de final. Contudo, Paulo Baier foi o responsável por abrir o marcador e o time gaúcho não conseguiu desempatar a partida após o gol do paraibano. No jogo de volta, com o mando de campo dos paranaenses, a partida terminou novamente em um empate, dessa vez sem gols, e o clube do Paraná classificou-se pelo gol fora de casa.
Mesmo com apenas 18 anos, Otávio conseguiu se firmar em um plantel que possuía nomes com muito mais experiência – como Diego Forlán, Andrés D'Alessandro e Leandro Damião –. Fazendo 46 partidas e sete gols, o paraibano consolidou-se como uma das promessas do plantel gaúcho e ajudou o clube a manter-se distante da zona de descenso do Campeonato.

#### 2014

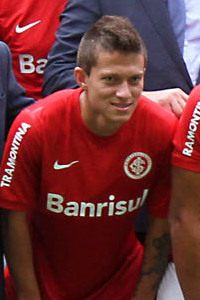
Otávio pelo Inter em 2014.

Em 2014, o jogador novamente viu o Colorado vencer o Campeonato Gaúcho sem ele em campo. Nessa mesma época, o jovem adulto recebeu no elenco o ídolo Abel Braga para comandar o time. Além dele, chegou também o artilheiro Wellington Paulista e as chances de Otávio na equipe passaram a ser mais escassas. Com a baixa utilização, o jogador passou a ser liberado para cumprir jogos com a Seleção Brasileira Sub-20 em amistosos ocasionais. Foi nessas ausências que Abel afirmou que havia encontrado um esquema tático interessante com o jogador Jorge Henrique:
| “                                                              | Fiz um trabalho tático na sexta-feira, quando o Otávio estava servindo a Seleção, e o Jorge Henrique foi muito bem. Fez bem a parte tática das triangulações com o Alex e com o Fabrício. Então foi mantido. Estou muito impressionado com o Otavinho, com o Patrick, Sasha, Wellington Paulista e o Augusto. É um pessoal que joga adiantado e hoje é muito difícil ser meia ofensivo ou atacante. Todo mundo joga muito bem atrás da linha da bola. E marcação individual é muito difícil. Então, são jogadores que eu posso colocar e a equipe não vai sentir. Vamos esperar para ver o melhor encaixe. | ” |
| — Abel Braga sobre o esquema tático utilizado por ele em 2014. | |   |

Os poucos jogos e a baixa minutagem fez com que Otávio deixasse de estar presente em momentos importantes da equipa gaúcha ao longo da temporada. Assim, participou apenas do Estadual, Campeonato Brasileiro e do jogo da eliminação diante o Ceará na Copa do Brasil. Nesses 16 jogos, o atleta não participou diretamente de nenhum gol e a diretoria do time vermelho aceitava abrir negociações, já que ele era o principal ativo do clube à época.
O jovem estava sendo ativamente disputado pelo futebol português naquele período de 2014, mas, mesmo tendo sido vinculado diretamente ao Benfica, a negociação com o seu rival foi a selada por um valor equivalente a 20 milhões de reais na cotação do período – mas sendo pago em euros.

### Porto

#### 2014–15
Em 1 de setembro de 2014, Otávio rumou até Portugal para assinar com o Porto. Na ocasião, o jogador assinou por cinco temporada com os Dragões e o clube  azul pagou 7 milhões de euros para tê-lo em seu plantel. Apesar disso, o jogador não foi aproveitado ao elenco principal, tendo feito apenas alguns poucos jogos no Porto B. Com seu bom desempenho na Segunda Liga, Otávio chamou atenção de outro clube da Primeira Divisão Portuguesa e se mudou para lá ainda na sua primeira época com os Dragões.

### Empréstimo ao Vitória de Guimarães
No último dia da janela de transferências de janeiro de 2015, Otávio, Ivo Rodrigues e Leocísio Sami foram emprestados ao Vitória de Guimarães, da Primeira Liga. Realizou sua estreia no dia 8 de fevereiro, jogando 30 minutos na derrota em casa por 0–1 contra o Belenenses, e marcou seu primeiro gol na última rodada da campanha para ajudar os visitantes a vencer a Académica de Coimbra por 4–2.

#### 2015–16
O contrato de Otávio foi estendido para a temporada de 2015–16, e seus desempenhos durante o empréstimo renderam-lhe uma extensão do contrato com o Porto posteriormente.
Nessa época, ele destacou-se demasiadamente pelo seu poderio ofensivo. Mesmo que o time não tivesse tido nenhum sucesso nas Copas, tendo inclusive uma falha ao se classificar à Fase de Grupos da Liga Europa da temporada, a equipe fizera uma época consistente e chegou à 10ª colocação ao fim do Campeonato. A equipe, além de ter Otávio, tinha o artilheiro Henrique Dourado e ambos ajudaram ativamente o clube a conseguir uma posição confortável na Primeira Liga de 2015–16. 
Otávio concluiu a sua passagem pelo Vitória com 27 jogos, cinco gols e oito assistências – todas na Primeira Liga.[carece de fontes?]

### Porto (regresso)
Otávio, ao retornar ao Porto, tivera uma época menos efetiva com bolas na rede na Primeira Liga de 2016–17, pois só balançou as redes uma vez – contra o Club Sport Marítimo na 32ª rodada. Apesar disso, conseguiu destacar-se com as  suas seis assistências. Na edição seguinte, porém, o jogador foi acometido por seguidas lesões musculares e tivera apenas 15 partidas na Liga Portuguesa; fazendo apenas dois tentos e uma assistência. Mesmo sem muitas partidas, a equipe comandada por Sérgio Conceição liderou o Campeonato e conquistara o seu primeiro título de Liga após um longo jejum.
Otávio conseguiu fazer mais partidas na Primeira Liga de 2018–19, onde novamente se destacou pelos seus passes. Com sete assistências e três gols,[carece de fontes?] o jogador esteve ativamente presente na campanha que deixou o Porto em segundo lugar na Liga. No entanto, foi na temporada 2019–20 que Otávio se tornou uma das peças de maior destaque no título nacional. Apenas pela Primeira Liga, o atleta chegou na marca de dois tentos e nove assistências – cinco a menos que o líder nesse quesito. Além desses passes, Otávio foi condecorado com a participação no Onze Ideal da Liga na posição de médio. Em entrevista, o jogador disse:
| “                                 | Está a ser, sem dúvida, a minha melhor temporada por estar sempre a jogar e a manter um bom nível. Não com muitos golos, mas com um papel diferente. É sempre bom estar a jogar e a ter uma sequência de jogos, como estou a ter. Isso mostra que confiam em mim. | ” |
| — Otávio sobre sua época 2019–20. | |   |

Tanto destaque nessa época fez com que a Seleção Portuguesa de Futebol se interessasse pelo jogador. Como o técnico da Seleção Brasileira nunca havia lhe dado uma oportunidade, Otávio aceitou o convite dos lusitanos e naturalizou-se português.
Em mais uma nova temporada, Otávio não foi um goleador, já que tinha balançado as redes apenas três vezes na Primeira Liga de 2020–21. Contudo, chegou muito perto de liderar o ranking de assistências, pois conseguiu dar oito passes, três a menos que Mehdi Taremi, seu colega de equipe. Mas foi na Primeira Liga de 2021–22 que, além de comemorar o título nacional e renovar o seu contrato até 2025, o jogador tivera o seu melhor desempenho naquilo que ele tinha de melhor nas últimas épocas. Pela Liga, novamente chegou a marca de três gols, mas surpreendeu ao dar 11 assistências, quatro a menos que Rafa Silva, o líder nesse quesito. Pela segunda vez, o médio luso-brasileiro figurou na lista do Onze Ideal do Campeonato Português. Por fim, vencera também o prêmio de Melhor Jogador da Temporada do Porto.
Seguindo suas épocas esplêndidas, Otávio fizera aquela que foi a sua mais memorável. Ele conseguiu chegar a marca de cinco gols, a maior desde que estreou na Liga, e deu outras sete assistências – novamente a quatro passes de liderar o ranking encabeçado por Pedro Gonçalves. No entanto, mesmo sem título, e sem liderar nenhuma lista de gols ou assistências, o médio conseguiu conquistar o prêmio de Melhor Jogador do Campeonato, além de figurar novamente no Time da Temporada do Campeonato Português.
Nessa mesma temporada, Otávio tivera seu melhor desempenho na Taça da Liga. Em seis épocas, ele viu a equipa chegar à final três vezes; perdendo a primeira final por conta de uma lesão. A segunda, em 2020, com Otávio em campo, o Porto perdeu diante o Braga por 1–0. Mas foi em 2023 que o atleta fizera suas únicas participações em gols. Na campanha até o troféu, o luso-brasileiro deu duas assistências para os únicos gols do jogo na vitória diante o Gil Vicente e o clube rumou à semifinal. Ao enfrentarem o Sporting, naquela que podia ser interpretado como uma revanche pela final perdida pelos Dragões em 2019, o Porto se sobressaiu diante a equipe de Ruben Amorim e comemoraram a Taça após vencerem a partida por 2–0.
Otávio também participou da Taça de Portugal em todas as temporadas que defendeu o clube português. Pela competição, chegou na final em quatro oportunidades e só perdeu na primeira vez que chegou na decisão. Na partida em questão, eles enfrentaram o Sporting de Marcel Keizer e o jogador viu os Leões ganharem nas penalidades. Um ano depois, em 2020, o Porto enfrentou o Benfica e o atleta deu uma assistência para Chancel Mbemba marcar o segundo gol no jogo. A partida terminou 2–1 e os Dragões sagraram-se campeões.
Pela Taça de Portugal de 2021–22, Otávio foi capitão na vitória por 5–1 contra o Feirense no segundo jogo da competição. Além da liderança em campo, o jogador marcou um doblete pelo clube. Sua próxima, e última, participação em gols na Taça ocorreu na final. Contra o Tondela, ele fez um passe para Mehdi Taremi fazer o último gol na vitória por 3–1 e garantir outro troféu nacional. A última vez que ele conquistou um troféu por essa competição foi na época 2022–23. Ali, ele foi essencial nos últimos dois jogos, pois marcou um gol na semifinal contra o Famalicão – gol de empate na prorrogação – e balançou as redes de Matheus Magalhães, fechando o placar em 2–0 diante o Braga.
Essas vitórias nas decisões da Taça de Portugal e da Primeira Liga levaram o jogador a disputar a Supertaça Cândido de Oliveira. De quatro oportunidades possíveis, o jogador fizera três jogos, tendo sido impedido de jogar a edição de 2022 por, ao comemorar o título da Primeira Liga de 2021–22, ter feito "cânticos ofensivos" ao Benfica, clube rival dos Dragões. Nos momentos que esteve em campo, deu uma assistência para uma vitória contra o Clube Desportivo das Aves em 2018; e jogou, sem nenhum envolvimento direto com os demais tentos, na conquista do troféu em 2020 e no vice-campeonato em 2023. Estes dois últimos jogos contra o clube Encarnado que Otávio fizera seus cânticos.
Otávio também disputou partidas na Liga dos Campeões da UEFA e na Liga Europa da UEFA nos seus anos de Porto. O jogador estreou na principal competição de clubes da Europa no dia 14 de setembro de 2016, e lá marcou um gol contra o F.C. København na Fase de Grupos. Nessa época, o time conseguiu avançar da Primeira Fase, mas foram eliminados pela Juventus nas oitavas de final.
A equipe em muitas oportunidades conseguia avançar da Fase de Grupos, mas eram constantes as eliminações nas oitavas de final, tendo passado por essa situação nos anos de 2017, 2018 e 2023. Com a chegada de Sérgio Conceição ao elenco português, o clube conseguiu ir além dessa Fase por dois anos consecutivos. Em 2019, os Dragões eliminaram a Roma na prorrogação, mas padeceram diante o Liverpool de Jürgen Klopp. Em 2021, o Porto surpreendeu ao eliminar a Juventus de Cristiano Ronaldo nas oitavas, mas o time de Otávio novamente não superou um time inglês, dessa vez o Chelsea, na Fase posterior e não chegaram às semifinais. Mesmo com tantos jogos, o luso-brasileiro não participou diretamente de nenhum tento nos jogos eliminatórios.
Pela Liga Europa, Otávio disputou a competição em duas oportunidades. O debut ocorreu na edição de 2019–20, quando o time estava na Fase de Grupos e derrotou o BSC Young Boys por 2–1. O jogador não fizera nenhum gol, mas deu duas assistências e viu o time ser eliminado diante o Bayer Leverkusen nos 16 avos. Seu último jogo na competição aconteceu em 2022. Com um baixo desempenho na Liga dos Campeões, onde ficaram em 3º no seu grupo, o time direcionou-se aos 16 avos novamente e lá eliminaram a Lazio. Pelas oitavas, contudo, mesmo sem o luso-brasileiro em campo, eles foram eliminados pelo Lyon.
Após perder a Supertaça de 2023, o luso-brasileiro chegou a estrear pelo Porto na Primeira Liga de 2023–24, mas o atleta estava a ser sondado por outros times. Na ocasião, a Arábia Saudita passava a investir bastante na sua Liga de Futebol e os clubes de lá estavam interessados em contratar jogadores jovens se para consolidar como uma das potências do Futebol Mundial. Assim, ao oferecerem um valor ao Porto pela compra do jogador, Otávio aceitou rumar à Ásia em agosto de 2023. Em lágrimas, a diretoria do clube deu-lhe uma camisola com o número 283 – simbolizando o número de partidas que fizera pelos Dragões – e este despediu-se publicamente dos adeptos antes de rumar ao seu novo clube.

### Al-Nassr

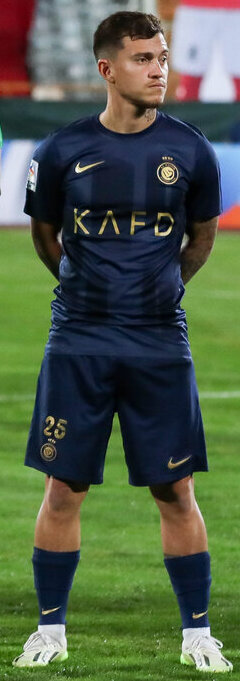
Otávio em 2023 pelo Al-Nassr.

O Al-Nassr, da Arábia Saudita, acertou a contratação de Otávio no dia 19 de agosto de 2023, pagando um valor próximo aos 60 milhões de euros (R$ 324,6 milhões) aos Dragões. O jogador tornou-se a maior venda da história dos portistas, com um valor acima do defesa-central Éder Militão, comprado pelo Real Madrid por 50 milhões de euros.
Ao chegar na equipe árabe, Otávio tivera um impacto imediato atuando no Campeonato Saudita de Futebol. Em sua época inicial, atingiu a marca de dez gols e cinco assistências em 29 partidas, mas não conseguiu tirar o título do Al-Hilal Saudi Football Club – à época comandado pelo lusitano Jorge Jesus.
Em seu segundo ano, porém, careceu de boas performances na Liga Saudita. Em 28 partidas, marcou apenas uma vez e deu outras cinco assistências e viu seu espaço na equipe ser ameaçado para época 2025–26, já que o antigo treinador do Al Hilal, Jorge Jesus, havia chegado para comando o elenco e afastou o luso-brasileiro do elenco árabe.
Nestas duas temporadas, mesmo munido de grandes nomes como Sadio Mané, Anderson Talisca e Cristiano Ronaldo, não conseguiu obter muitos sucessos com a equipe árabe. Em solo Saudita, foi superado por Al-Hilal e Al-Ittihad FC no Campeonato Nacional; e perderam as finais da Copa do Rei, em 2023, e da Supercopa da Arábia Saudita, em 2024, para o clube comandado por Jorge Jesus.
A nível Continental, conseguiu fazer um gol diante o Al-Fayha nas Oitavas de Final da Liga dos Campeões da AFC, mas contemplou a eliminação de sua equipe diante o Al Ain Football Club na Fase seguinte.
Na edição posterior, não marcou gols; porém viu a equipe eliminar seus adversários frequentemente até serem impedidas de jogar a final após serem derrotados por 3–2 pelo Kawasaki Frontale.

## Seleção Nacional

#### Seleção Brasileira
Otávio começou sua carreira representando o seu país de origem. Enquanto ainda estava atuando pelo Internacional, em 2014, o jogador foi convocado para Seleção Brasileira Sub-20, onde chegou a ficar até o ano seguinte.
Após partidas com a Seleção de Base, o jogador continuou sua carreira no Porto e chegou a ser cotado pelo treinador da Seleção Brasileira para estar em alguma convocação. Contudo, Tite jamais o convocou e isso abriu espaço para o comandante da Seleção Portuguesa, que já havia deixado Otávio em uma pré-lista de convocados para Euro de 2020, chamar o meia-atacante.

### Seleção Portuguesa
Focado em classificar Portugal à Copa do Mundo de 2022, Fernando Santos aproveitou a naturalização de Otávio e chamou-o pela primeira vez para defender as cores da seleção lusitana em setembro de 2021. Na ocasião, o luso-brasileiro ficou apenas no banco de reservas em partida contra a Irlanda nas Eliminatórias, mas, no jogo seguinte, válido em amistoso, o novo atleta entrou em campo como titular e marcou um gol de cabeça diante o Catar.
Otávio entrou em campo novamente contra o Azerbaijão, mas ausentou-se dos próximos quatro jogos. Quando voltou, Portugal precisava passar pela Repescagem para garantir-se no Catar e disputar a Copa do Mundo. Fernando novamente chamou o português para fazer parte da equi+a e o jogador mostrou sua qualidade ao abrir o marcador aos 15 minutos de jogo. Posteriormente, ele também deu uma assistência para Diogo Jota e os portugueses eliminaram os turcos na semifinal por 3–1. No jogo decisivo, impediram a classificação inédita da Macedônia do Norte e rumaram ao Grupo H do Mundial da FIFA.

### Copa do Mundo de 2022
Antes do Mundial, o jogador disputou partidas da Liga das Nações, mas não tivera nenhum momento de destaque individual. Ao estrear no Grupo H, em partida contra Gana, Otávio lesionou-se no segundo tempo e teve de ser substituído. Depois de dois jogos ausentes, o luso-brasileiro retornou ao campo no penúltimo jogo dos portugueses na Copa – uma goleada por 6–1 contra a Suíça.
Nos quartos de final, a equipa comandado por Fernando Santos foi eliminada pela seleção de Marrocos e o jogador concluiu a sua participação no evento sem nenhum envolvimento direto em golos.

#### Liga das Nações da UEFA de 2024–25
Otávio foi convocado para os jogos da Liga das Nações da UEFA de 2024–25 após ter estado ausente na Euro 2024 por conta de uma lesão – para qual foi convocado. Contudo, na reta final da competição, passou a ter menos jogos nos últimos meses de 2024, incluindo uma partida que atuou por apenas um minuto diante a Polônia. Eventualmente, sofreu outra lesão em 2025 que o deixou de fora dos jogos decisivos da competição – que ao final foi vencida pelos portugueses.

## Títulos
Internacional
- Campeonato Gaúcho: 2013, 2014

Porto
- Primeira Liga: 2017–18, 2019–20, 2021–22
- Supertaça Cândido de Oliveira: 2018, 2020
- Taça de Portugal: 2019–20, 2021–22, 2022–23
- Taça da Liga: 2022–23

### Prêmios Individuais
- Onze Ideal da Primeira Liga: 2019–20, 2021–22, 2022–23
- Jogador do Mês da Primeira Liga: julho de 2020[108]
- Melhor Jogador do Porto: 2021–22
- Jogador Mais Valioso da Primeira Liga: 2022–23[109]
- Melhor Jogador da Primeira Liga: 2022–23[54]